# Euphorbia tuberculatoides
Euphorbia tuberculatoides är en törelväxtart som beskrevs av Nicholas Edward Brown. Euphorbia tuberculatoides ingår i släktet törlar, och familjen törelväxter. Inga underarter finns listade i Catalogue of Life.